# Валазрека
Валазрека (Логоварака) — река в России, протекает по Калевальскому и Лоухскому районам Карелии.
Исток — озеро Палоярви (северная оконечность озера Регоярви) в Калевальском районе, северо-восточнее бывшей деревни Регозеро. Течёт на север, через озеро Варакюля, впадает в Топозеро — исток Ковды. Длина реки составляет 48 км, площадь водосборного бассейна 614 км².
Выше озера Варакюля носит название Логоварака, ниже — Валазрека.
В 15 км севернее устья реки находятся посёлки Софпорог и Новый Софпорог. В 1 км западнее истока реки проходит дорога Калевала — Тунгозеро.
Притоки (от устья к истоку)
- 0,8 км — Ролонга (левый)
- 27 км — Шурийоки (левый) (несёт воды реки Кивийоки и озёр Хилипяйярви и Шуриярви)
- Шоппийоки (правый, из озера Шоппиярви)
- 45 км — Коккойоки (левый)

## Данные водного реестра
По данным государственного водного реестра России относится к Баренцево-Беломорскому бассейновому округу, водохозяйственный участок реки — Ковда от истока до Кумского гидроузла, включая озёра Пяозеро, Топозеро. Речной бассейн реки — бассейны рек Кольского полуострова и Карелии, впадает в Белое море.
Код объекта в государственном водном реестре — 02020000412102000000284.